# Żyła sobie baba
Żyła sobie baba (ros. Жила-была одна баба) – rosyjski dramat wojenny z 2011 roku w reżyserii Andrieja Smirnowa.

## Fabuła
Akcja toczy się w latach 1909-1921, w małej rosyjskie wiosce i okolicznej guberni. W tym czasie przez Rosję przetacza się I wojna światowa, następnie rewolucja i wojna domowa. Na tym tle toczą się losy tytułowej „baby”, przeciętnej wiejskiej dziewczyny imieniem Warwara, zgwałconej w dniu ślubu.

## Obsada
- Daria Jekamasowa jako Warwara
- Władisław Abaszyn jako Iwan
- Maksim Awierin
- Aleksiej Sieriebriakow
- Aleksiej Szewczenkow
- Roman Madianow[1]

## Produkcja
Zdjęcia kręcono w Lipiecku i w Tambowie.

## Nagrody i wyróżnienia
- 2011: Specjalna Nagroda Prezesa Festiwalu „Okno na Europę”, Wyborg
- 2012: Trzecia Nagroda Festiwalu „Sputnik nad Polską”, Warszawa
- 2012: Nagroda Rosyjskiej Akademii Filmowej „Nika” w kategoriach: Najlepszy film fabularny, Najlepsza rola żeńska, Najlepsza drugoplanowa rola męska, Najlepszy scenariusz, Najlepsza scenografia, Najlepsze kostiumy[3]